# Bahnhof Bad Bergzabern
Der Bahnhof Bad Bergzabern – bis 1965 Bergzabern – in der rheinland-pfälzischen Kleinstadt Bad Bergzabern ist ein Bahnhof der Deutschen Bahn. Die Station mit zwei Bahnsteiggleisen ist Endbahnhof der Strecke aus Winden. Er liegt im Bereich des Verkehrsverbundes Rhein-Neckar (VRN) und gehört zur Tarifzone 221. Er ist über einen Übergangstarif auch in den Karlsruher Verkehrsverbund (KVV) angeschlossen. Die Anschrift des Bahnhofs lautet Bahnhofstraße 5.
Der Bahnhof wurde 1870 eröffnet. Auf der Strecke Winden–Bad Bergzabern war der Personenverkehr von 1981 bis 1995 vorübergehend eingestellt worden. Mitte der 1990er Jahre kam der Güterverkehr zum Erliegen. Das Empfangsgebäude steht unter Denkmalschutz.

## Lage
Der Bahnhof befindet sich am östlichen Stadtrand. Unmittelbar westlich der Gleisanlagen verläuft die Deutsche Weinstraße von Norden nach Süden. Südwestlich vom Empfangsgebäude befindet sich ein Kreisel. Südlich von ihm ist die Weinstraße Teil der Bundesstraße 427. Letztere verlässt den Kreisel in Richtung Südosten unweit des südlichen Bahnhofsbereichs. Im Norden verläuft annähernd parallel zum Bahnhof die Landauer Straße. Im Einzugsgebiet des Bahnhofs selbst sind einige Industrie- und Gewerbebetriebe angesiedelt. Die Bahnstrecke selbst verläuft fast geradlinig in Ost-West-Richtung. Kurz bevor sie Bad Bergzabern erreicht, verläuft sie in einer langgestreckten, moderaten S-Kurve nach Westsüdwest.

## Geschichte

### Planung, Bau und Eröffnung der Kurbadlinie
Im Zuge der Planungen der Pfälzischen Maximiliansbahn von Neustadt über Landau bis nach Wissembourg zog man anfangs eine Trasse über die ehemalige Residenzstadt Bergzabern in Erwägung, was jedoch an der hügeligen Landschaft und den daraus resultierenden höheren Kosten scheiterte. Stattdessen führte die Strecke über Rohrbach, Winden und Schaidt ins Elsass.
Bereits kurz nach deren Eröffnung im Jahr 1855 beschwerte sich die Stadt darüber, nicht an das Schienennetz angeschlossen worden zu sein. Der Unmut verstärkte sich noch, nachdem eine in die badische Landeshauptstadt Karlsruhe führende Zweigstrecke geplant wurde. Bei der Frage, an welchem Bahnhof diese von der Maximiliansbahn abzweigen sollte, wurde unter anderem Rohrbach in Erwägung gezogen. Dagegen erhob jedoch die Stadt Bergzabern Einspruch, da sie verkehrstechnische Nachteile befürchtete. Mit Rücksicht auf die Bergzaberner Interessen wurde schließlich Winden als nächstgelegene Station zur Kurstadt als Abzweig festgelegt. Insbesondere der Bergzaberner Gewerbeverein forderte vehement einen Eisenbahnanschluss der Stadt und entsandte eigens hierfür im August 1861 eine vierköpfige Deputation zur Abgeordnetenkammer nach München. Die insgesamt zehn Kilometer lange Strecke wurde schließlich am 13. April 1870 eröffnet.

### Pläne einer Verlängerung in den Westen (1870–1900)
Noch vor Eröffnung der Kurbadlinie gab es Bestrebungen, eine Transitstrecke von Landstuhl entlang der Wallhalb, des Schwarzbachs und der Lauter nach Bergzabern zu schaffen, die sich jedoch nicht durchsetzten. Obwohl es zum Antrag einer entsprechenden Konzession kam, setzte sich diese Initiative nicht durch. Ab Anfang der 1870er Jahre legte die Direktion der Pfälzischen Eisenbahnen Pläne einer Bahnlinie von Hinterweidenthal nach Bergzabern vor, die überwiegend entlang der Lauter verlaufen sollte. Eine Verknüpfung mit einer Strecke nach Weißenburg war dadurch von vornherein einbezogen.
Baden war an der Durchbindung der Bestandsstrecke nach Pirmasens interessiert, da sie als Gegenleistung für die Genehmigung der Bruhrainbahn Bruchsal–Germersheim dienen sollte. Obwohl die bayerische Regierung eine Zinsgarantie bereitstellte, verhinderte die negative Konjunkturlage der 1870er Jahre die Umsetzung dieser Pläne.
Erst in den 1890er Jahren wurden die Bestrebungen, die Region mit einem Bahnanschluss zu versehen, wieder aufgenommen. Jedoch gab es erneut unterschiedliche Vorstellungen über den konkreten Streckenverlauf. Bergzabern wollte die Kurbadlinie bis nach Dahn verlängert haben, während letztere eine Strecke nach Weißenburg forcierten. Darüber existierten Pläne einer Verbindung von Bergzabern über Schönau nach Saarburg, die dem überregionalen Verkehr dienen sollte.

### Weitere Entwicklung
1922 erfolgte die Eingliederung des Bahnhofs in die neu gegründete Reichsbahndirektion Ludwigshafen. Im Zuge deren Auflösung zum 1. Mai 1936 wechselte er in den Zuständigkeitsbereich der Karlsruher Direktion. Während des Baus des Westwalls ab 1938 wurde Bergzabern außerdem zum Ausladebahnhof für die entsprechenden Baustoffe, die anschließend per Lastkraftwagen weitertransportiert wurden. Im Zweiten Weltkrieg wurde der Bahnhof ab Ende des Jahres 1944 Ziel von Bombardements. Am 26. November wurden die Gleisanlagen getroffen, einzelne Splitter trafen außerdem das Empfangsgebäude.
Die Deutsche Bundesbahn gliederte den Bahnhof nach dem Zweiten Weltkrieg in die Bundesbahndirektion Mainz ein, der sie alle Bahnlinien innerhalb des neu geschaffenen Bundeslandes Rheinland-Pfalz zuteilte. Weil die Stadt ab 1965 offiziell „Bad Bergzabern“ hieß, wurde die Bahnhofsbezeichnung mit dem Sommerfahrplan 1969 am 28. Mai 1969 entsprechend abgeändert. 1971 gelangte die Station im Zuge der Auflösung der Bundesbahndirektion Mainz in die Zuständigkeit der Bundesbahndirektion Karlsruhe. Am 26. September 1981 wurde der Personenverkehr eingestellt. Am 5. Juni 1983 fand vor Ort dennoch ein Bahnhofsfest statt.
Am 24. September 1995 folgte die Reaktivierung des Personenverkehrs. Der Güterverkehr kam in derselben Zeit zum Erliegen. In der Folgezeit wurden die Gleisanlagen zurückgebaut und in diesem Zusammenhang die Bahnsteige modernisiert.

## Gebäude

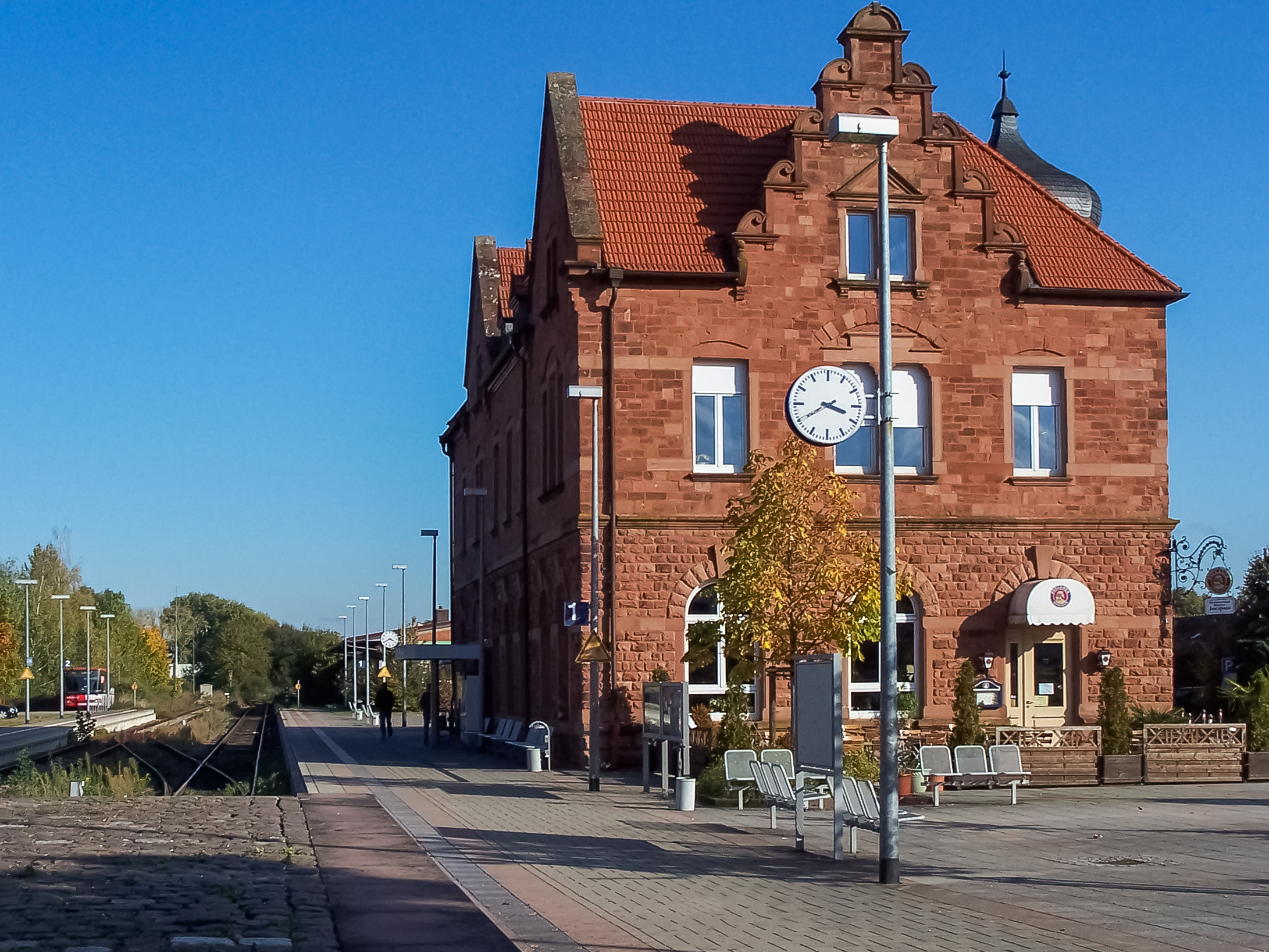
Empfangsgebäude in Blickrichtung Westen

### Erstes Empfangsgebäude
Zunächst hatte der damals die Bezeichnung Bergzabern tragende Bahnhof für die Dauer von rund 20 Jahren ein relativ schlicht gehaltenes, einstöckiges Bahnhofsgebäude aus Fachwerk. Es verfügte über einen Vorbau. Rechts war der Fahrkartenschalter untergebracht und links der Warteraum für die Fahrgäste der dritten Klasse. Dazwischen war derjenige für die zweite Klasse untergebracht.

### Zweites Empfangsgebäude
Das markante Empfangsgebäude aus rotem Sandstein wurde in den 1890er Jahren errichtet. Es ist stilistisch dem Späthistorismus zuzuordnen, wenngleich es vereinzelt Motive aus der Renaissance enthält. Zur Straßenseite besitzt es außerdem einen Turm. Es steht laut rheinland-pfälzischem Denkmalschutzgesetz unter Denkmalschutz.

### Weitere Bahngebäude
Zur Erstausstattung des Bahnhofs gehörten neben einem Güterschuppen mit beidseitigem Vordach, einem einständigen Lokomotivschuppen mit Personalraum und Wasserhaus und einem Kohleschuppen – alle Gebäude aus Holz gebaut – noch ein Abortgebäude als Fachwerkbau.
Der Güterschuppen ist inzwischen einem Busbahnhof gewichen und ein Gebäude, das der Güterabfertigung diente, wurde inzwischen in ein Privathaus umgewandelt.

### Bahnsteige
| Gleis | Nutzbare Länge | Bahnsteighöhe | Aktuelle Nutzung                    |
| ----- | -------------- | ------------- | ----------------------------------- |
| 1     | 120 m          | 55 cm         | Planmäßige Züge aus und nach Winden |
| 2     | 120 m          | 55 cm         | Wird nur bei Sonderfahrten benutzt  |

## Verkehr

### Personenverkehr
Anfangs befuhren fünf Zugpaare die Strecke. Der Fahrplan von 1897 weist durchgehende Züge bis nach Karlsruhe auf. Der letzte Fahrplan vor der vorübergehenden Einstellung wies an Werktagen insgesamt 28 Zugpaare auf, von denen viele am Wochenende ebenfalls verkehrten. Gegen Mittag fuhr ein Eilzugpaar zwischen Karlsruhe und Bad Bergzabern, die weiteren Zugpaare dienten dem Pendelverkehr nach Winden, der mit Uerdinger Schienenbussen bewältigt wurde.
| Linie | Streckenverlauf                                                    | Taktfrequenz |
| ----- | ------------------------------------------------------------------ | ------------ |
| RB 54 | Winden (Pfalz) – Barbelroth – Kapellen-Drusweiler – Bad Bergzabern | stündlich    |

### Busverkehr
In den Jahren nach der Reaktivierung der Strecke für den Personenverkehr entstand südöstlich des Empfangsgebäudes ein Busbahnhof mit 5 Bussteigen. Bedient wird er von folgenden Buslinien:
- 525: Bad Bergzabern – Birkenhördt – Erlenbach bei Dahn – Vorderweidenthal – Oberschlettenbach – Darstein – Schwanheim – Dimbach – Lug – Spirkelbach – Wernersberg – Annweiler
- 540: Landau Hbf. – Wollmesheimer Höhe – Wollmesheim – Mörzheim – Heuchelheim – Göcklingen – Pfalzklinikum – Klingenmünster – Gleiszellen-Gleishorbach – Pleisweiler-Oberhofen – Bad Bergzabern
- 541: Landau Hbf. – Vinzentius-Krankenhaus – Impflingen – Billigheim – Mühlhofen – Appenhofen – Ingenheim (– Klingen) – Niederhorbach – Bad Bergzabern
- 543: Bad Bergzabern – Dörrenbach – Oberotterbach – Schweigen-Rechtenbach – Wissembourg
- 544: Bad Bergzabern – Niederotterbach – Steinfeld – Kapsweyer – Schweighofen
- 545: Bad Bergzabern – Birkenhördt – Lauterschwan / Vorderweidenthal – Erlenbach bei Dahn – Busenberg – Schindhard – Dahn
- 546: (Kandel – Minderslachen –) Winden – Hergersweiler – Barbelroth – Oberhausen – Kapellen-Drusweiler – Bad Bergzabern – Blankenborn – Böllenborn
- 547: Bad Bergzabern – Kapellen-Drusweiler – Oberhausen – Dierbach – Niederotterbach – Vollmersweiler – Schaidt – Freckenfeld – Minfeld – Kandel